# Théodore Roussel
Pour les articles homonymes, voir Roussel.

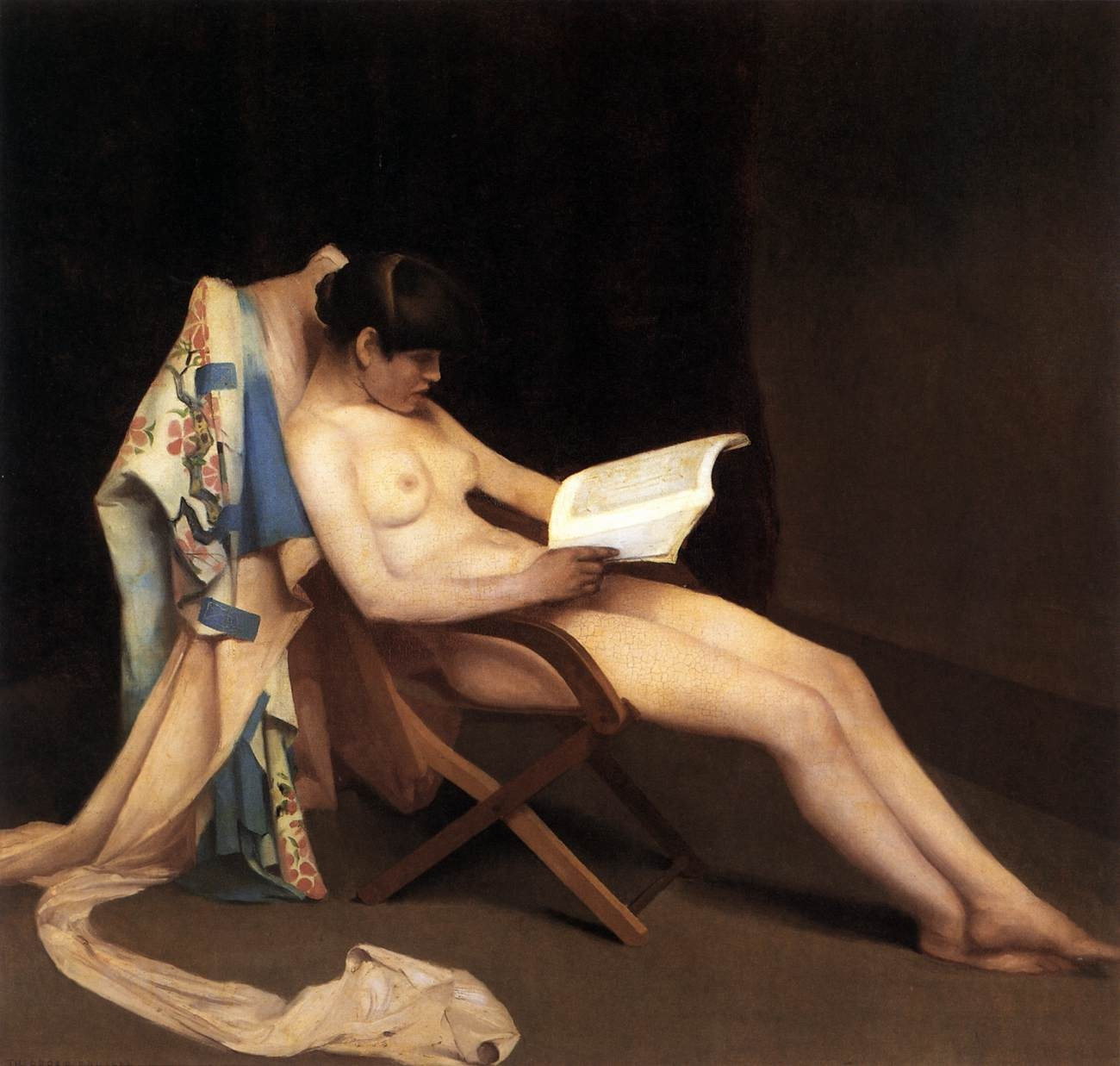
Jeune fille lisant, 1886-87, Tate Modern, Londres.

Théodore Roussel, né le 23 mars 1847 à Lorient (France), mort en 23 avril 1926 à Hastings (Royaume-Uni), est un peintre et graveur britannique d'origine française.

## Biographie
Fils de François Casimir Roussel, greffier au tribunal d'instance, et d'Aglaé Marguerite Aimée Lefeuvre, Théodore Casimir Roussel voit le jour à Lorient, rue de l'Hôpital, dans une famille où l'on compte beaucoup de militaires. Son père meurt lorsqu'il a 9 ans. Théodore est envoyé faire ses études à Paris au lycée Henri-IV ; adolescent, il se révèle doué en dessin et suit des cours dans l'atelier du peintre de marine, Théodore Gudin. Bachelier, il est admis à école spéciale militaire de Saint-Cyr, mais tombant malade, il abandonne ses études et part faire un voyage en Italie. Puis, à son retour en 1869, il rejoint un bataillon de la Garde nationale mobile, formation créée un an plus tôt. En juillet 1870, il est mobilisé dans le conflit franco-prussien. Élevé au rang de capitaine, blessé, il rejoint la vie active en décembre 1872. Peu de détails sont connus sur les cinq années qui suivent. Selon Rutter (1926), il embrasse alors une carrière d'artiste, s'intéressant à la peinture et à la gravure. Après plusieurs voyages en Angleterre, il s'y établit définitivement en 1878, emménageant d'abord à Chelsea (Londres), sur King's Road, mais maintient des liens avec Paris. En 1880, il épouse une jeune anglaise, Frances Amelia Smithson Bull,. 
Il se lie avec James Abbott McNeill Whistler en 1885,. C’est sous son influence qu’il commence à graver sur métal, deux ans plus tard, des portraits à la pointe sèche et des vues de Chelsea à l’eau-forte. Dans un premier temps, les deux amis travaillent ensemble le métal, puis, à partir de 1888, Roussel développe son propre style. De cette époque, date une de ses huiles sur toile les plus connues, marquée par le japonisme, Jeune fille lisant (The Reading Girl, 1886-87), qui est conservée à la Tate Modern à Londres : Whistler, qui jugea ce tableau magnifique, en donna à la même époque, une version lithographiée. 
À compter de 1887 et jusqu'en 1892, Roussel est invité à exposer avec le New English Art Club pour leur salon annuel, à la Dudley Gallery. En 1889, Roussel peut exposer dans la prestigieuse Dowdeswell Gallery sur New Bond Street : il y présente un curieux travail, très original, consistant en des cadres en bois recouverts de papier imprimé de motifs gravés, puis vernis. Les critiques furent assez positives, décrivant les cadres ouvragés comme ayant « l'apparence de l'ivoire sculpté ».
En mai-juin 1890, Roussel expose pour la première fois à Paris, au 1er nouveau salon de la Société nationale des beaux-arts, 14 pointes sèches et eaux-fortes, deux peintures, et un pastel ; ce dernier est un portrait de son fils. Cette présence au salon ne passe pas inaperçu dans la presse, très présente du fait de cette première manifestation, les critiques soulignant, outre les origines françaises de l'artiste, sa tentative heureuse de traduire des paysages — ici majoritaires — sous la forme de gravures originales, au même titre qu'Anders Zorn, également remarqué. Au même moment, se déroule une importante exposition aux Beaux-Arts de Paris, de maîtres japonais de la gravure, où sont montrés de nombreux ouvrages en couleurs d'artistes comme Utagawa Kuniyoshi, sous la présidence de Tanaka Fujimaro et de l'Alliance française. Cette exposition eut un impact considérable sur Roussel, qui va se lancer, durant les années suivantes, dans la production d'estampes en couleurs, en aquatinte et en vernis mou, tirés parfois en monotypes. Bien qu'il ne soit pas représenté par une galerie en ce qui concerne ses productions graphiques, Roussel y consacre beaucoup de temps, encouragé entre autres par Whistler. Ce dernier repart à Paris en 1892, et les deux hommes tout en restant en contact, se perdent de vue. Une correspondance entre les deux hommes a été conservée, qui court de 1887 à 1901. En revanche, côté peinture, Roussel peut présenter ses toiles à la fameuse exposition consacrée aux impressionnistes anglais, que monte la Goupil Gallery sur New Bond Street, à partir du 2 décembre 1889. L'accueil de la presse, y compris française, est plus que glacial,.
Au début des années 1890, Roussel expérimente également la lithographie avec Thomas Way, un imprimeur londonien qui avait initié Whistler à cette technique dès 1878 ; seulement onze planches ont été conservées de cette collaboration entre Roussel et Way, qui furent exposées en 1894 à la Dowdeswell Gallery. Ces planches ont la particularité d'avoir été dessinées directement sur pierre par l'artiste, mais il s'en trouva assez déçu et revint assez vite à la gravure sur métal. Vers cette même époque, il commence à mélanger des encres de différentes couleurs et à combiner des techniques d'impression comme l'aquatinte et le vernis mou. Il obtient ses premiers essais d'Impression en couleur. Il poursuit également ses expériences en changeant de support, convoquant pour la plaque, l'étain ou la celluloïd, au lieu du cuivre et du zinc. Malheureusement, Roussel n'a laissé que peu de notes techniques sur l'avancée de ses travaux et les estampes de cette époque restent rares : la composition de son encre basique à base d'eau est connue, elle contient un mélange de poudre de riz et de pigment ; des transferts en textile ont également été utilisés, et l'encre a été appliquée à l'aide d'une série de pochoirs en papier. Les résultats montrent des compositions très délicates qui témoignent de l’ambition et du savoir-faire de Roussel. Ses notes théoriques sur ses divers procédés et recherches, qu'il appelait « Analyse chromatique positive » (Positive Chromatic Analysis), ou parfois The Roussel Medium, ont été décrites par ses soins à ses assistants et son ami Mortimer Menpes (qu'il connut dès avant 1887) comme étant : 

« le moyen de découvrir dans n'importe quel pigment de la palette les rayons prismatiques qu'il réfléchit... afin que... vous puissiez... analyser en un instant n'importe lequel de ces pigments, et avec la tolérance appropriée pour la tonalité, en extraire un ou plusieurs de ses composants chromatiques. Une telle précision scientifique exige de s’appuyer sur de nombreuses variations subtiles de pigments. »

Mortimer Menpes rappela d'ailleurs que pour faciliter son analyse chromatique positive, Roussel « avait conçu une série d'instruments mathématiques pour faire correspondre les tons de la nature... et élaboré un schéma pour mélanger des pigments parfaitement purs. »
De par ses travaux gravés et ses recherches chromatiques, Roussel participe à un mouvement de fond qui touche une grande partie de l'Occident, celui de la renaissance de l'eau-forte. En juin 1897, Roussel expose pour la première fois ses planches expérimentales en couleur à la Goupil Gallery de Londres, sur Regent Street.
En 1908, il adhère au comité d'exposition de l'Allied Artists' Association, mais c'est  en février de l'année suivante qu'il montre à nouveau son attachement à la gravure en couleurs. Avec William Giles, il cofonde, dans son propre atelier et celui de son fils Raphael, la Society of Graver-Printers [ou Printmakers ?] in Colour, qui organise successivement 14 salons, au départ hébergés par la Goupil Gallery, jusqu'en 1929, finissant par se concentrer sur la gravure sur bois et puis fusionner avec la Royal Society of Painter-Printmakers. Les autres membres sont Thomas Austen Brown, John Dickson Batten, Sydney Lee et William Lee Hankey,. 
En 1914, il épouse en seconde noces Ethel Melville, originaire de  St Leonards-on-Sea, près de Hastings, où le couple dès lors s'installe et où le peintre décède le 23 avril 1926. Il laisse un fils, Raphael T. Roussel (1883-1967), issu de sa première épouse, qui eut une carrière entre autres d'affichiste.

## Œuvre

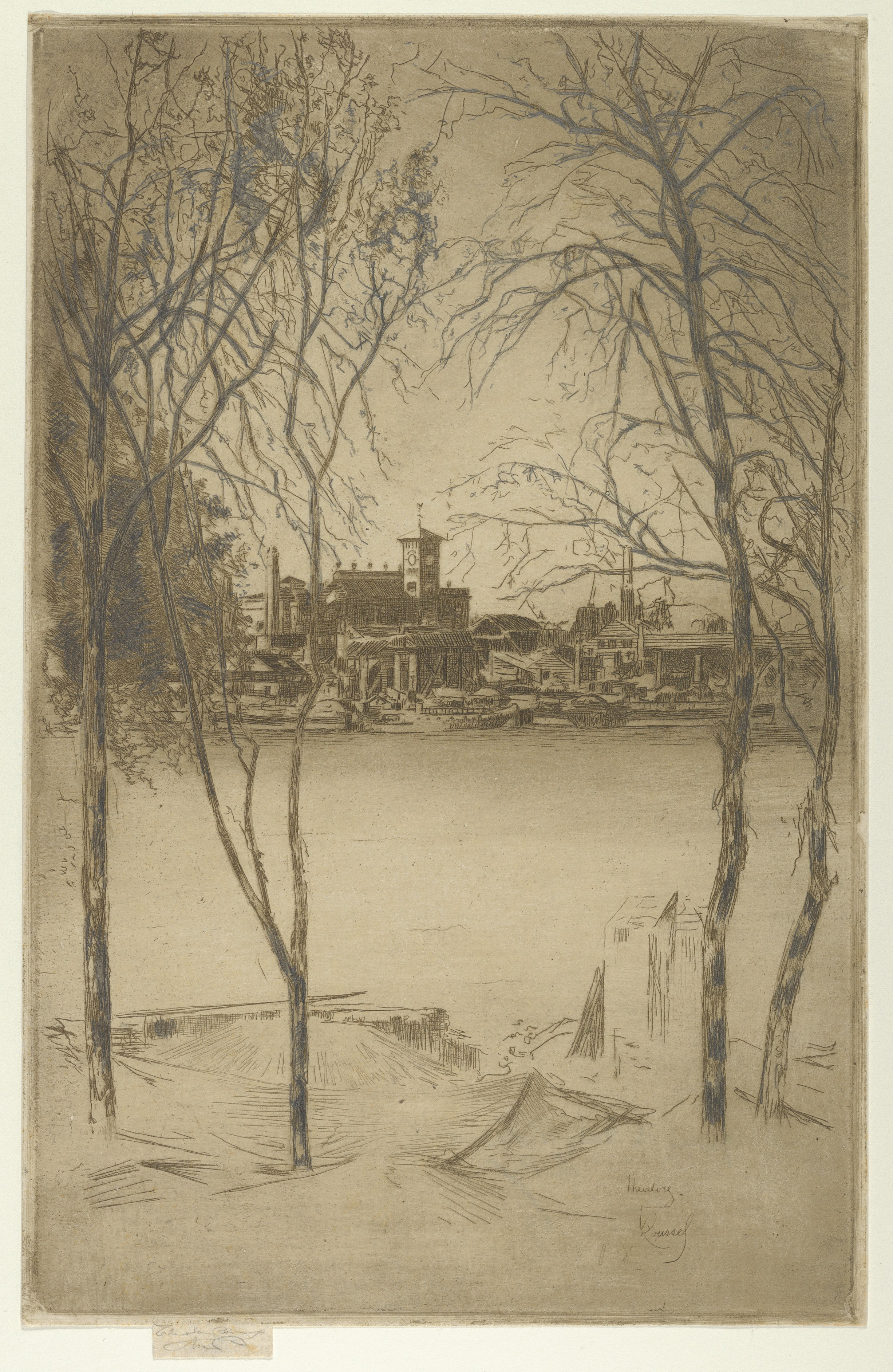
Laburnums and Battersea (1889-1890), eau-forte et pointe sèche, 1er état, Metropolitan Museum of Art.

### Production
Le corpus de l'œuvre comprend majoritairement des gravures sur métal. Viennent ensuite des huiles sur toile et des pastels. Les thèmes exploités sont le paysage, champêtre, urbain et maritime, ainsi que des portraits.
L'une de ses plus grandes gravures, mesurant 35 x 22 cm, est une pointe sèche travaillée entre 1889 et 1898, intitulé Laburnums and Battersea.

### Élèves
Roussel semble avoir eu un certain nombre d'assistants jusqu'en 1914, dans son atelier de Chelsea. Parmi ceux-ci, on compte Raphael, son propre fils, Paul Fordyce Maitland (en) (1863-1909), et Robertine Heriot (1869-1862). L'un des modèles supposées de sa toile, The Reading Girl, serait Hetty Pettigrew, d'abord modèle pour Whistler, ensuite assistante de Roussel.

### Collections publiques
- Art Institute of Chicago[25]
- Art Gallery of New South Wales[26]
- British Museum, Londres

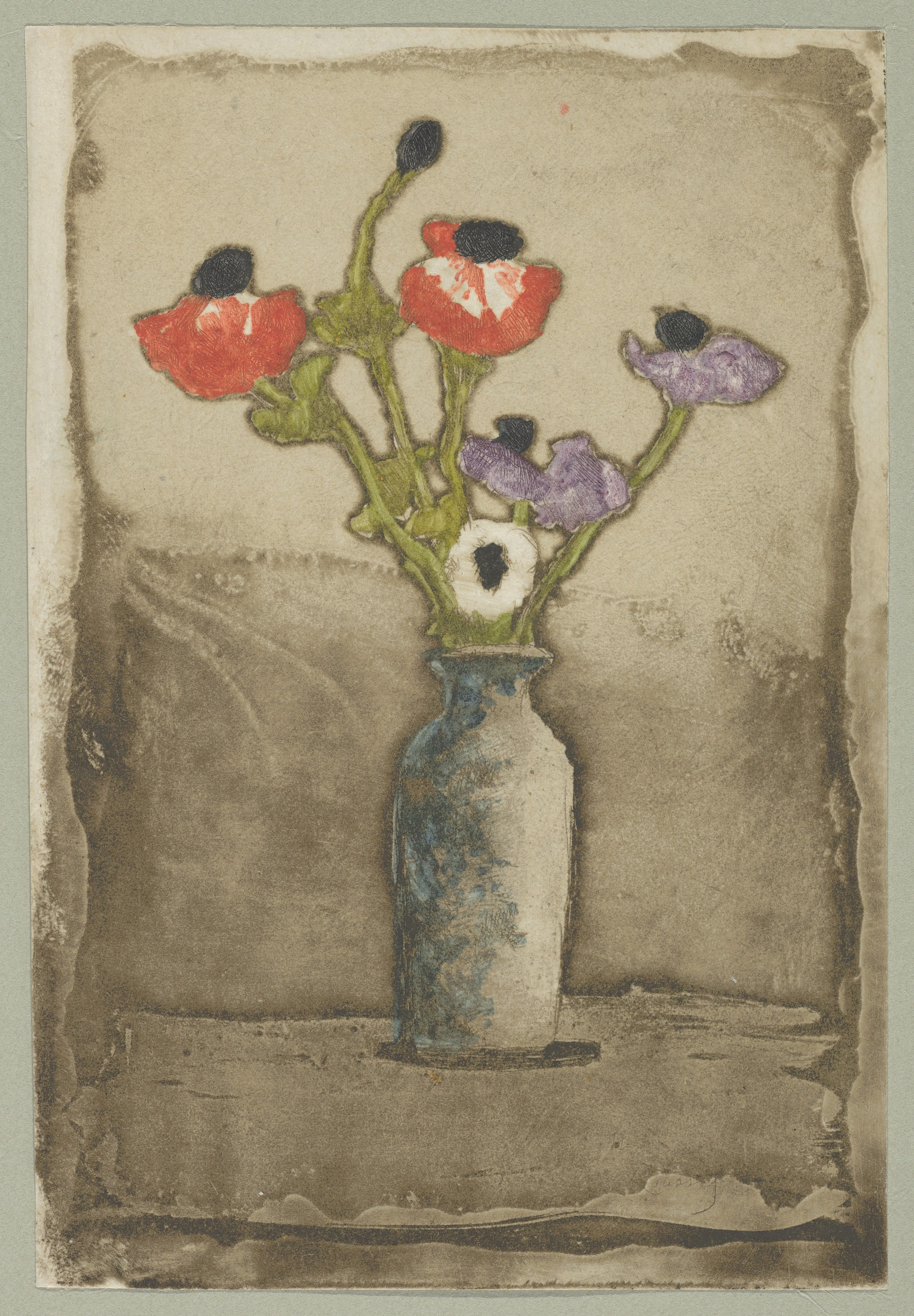
Anemonies (1897), eau-forte et aquatinte, Metropolitan Museum of Art.

- Cleveland Museum of Art, Cleveland[27]
- Metropolitan Museum of Art, New York
- Rhode Island School of Design Museum, Providence[28]
- Stedelijk Museum Amsterdam
- Tate Modern, Londres